# Gu Erniang
Gu Erniang (顾二娘; Gùèrniáng), född okänt år, död okänt år, var en kinesisk bläckstenskonstnär. Hennes levnadsår är okända, men hon var verksam under i varje fall andra hälften av Kangxi-kejsarens regeringstid (r. 1661-1722). 
Gu Erniang var svärdotter till den berömda bläckstenssliparen Gu Shengzhi och gift med sin kollega Gu Qiming. Hon överträffade så småningom sin svärfar inom yrket, blev berömd i sin samtid och ansågs vara Kinas främsta bläckstensslipare. Kritikerna ansåg dock att hennes verk var för dekorativa. Hon ska ha kunnat avgöra en bläckstens kvalitet genom sina fötter, något som kallades hennes magiska förmåga. 
Hon är särskilt känd för de beställningar hon utförde åt Huang Ren av Fuijan: av hans samling är Dongtian yipin bevarad i Pekings stadsmuseum. Hon fick inga barn, men adopterade två söner, varav den ena, hennes brorson Gu Gongwang, också blev känd inom hennes yrke.  